# Балабан, Бошко
Бошко Балабан (хорв. Boško Balaban) (15 октября 1978, Риека) — хорватский футболист, нападающий. В 2000—2007 гг. — игрок сборной Хорватии. Участник двух чемпионатов мира по футболу ЧМ 2002 и ЧМ 2006.

## Клубная карьера
Уроженец Риеки, Балабан начал карьеру в местном клубе «Риека». В чемпионате Хорватии дебютировал в 1995 году. В начале карьеры имел большие проблемы с попаданием в основой состав, а когда выходил на поле не забивал столько голов, сколько их можно было ожидать от нападающего. Только сезон 1999—2000 стал для него переломным — с 15 голами он стал лучшим бомбардиром своей команды. Интерес к нему проявил ведущий клуб лиги «Динамо» Загреб, и летом 2000 года Балабан стал игроком этой команды. В сезоне 2000—2001 в составе загребского клуба он забил 14 мячей в матчах лиги. Сыграв 2 матча в следующем сезоне (2001/02), Балабан был продан английскому клубу «Астон Вилла» за сумму 5,6 млн фунтов стерлингов.
В Англии Балабан полностью разочаровал — в «Астон Вилле» он сыграл всего лишь 8 матчей, из которых 7 раз выходил на замену, и ни разу не смог поразить сетку ворот соперников. Он затосковал по родине и летом 2002 года на правах аренды вернулся в «Динамо». Там он вновь обрёл себя и в 24 матчах забил 15 голов, вместе с клубом став чемпионом страны. По окончании аренды он вернулся в «Астон Виллу», но английский клуб расторг с ним контракт. В январе 2004 года Бошко Балабан стал игроком «Брюгге», однако из-за полученной травмы смог сыграть в чемпионате лишь начиная с сезона 2004—2005. В бельгийском клубе он был основным игроком и ведущим нападающим команды. За три сезона в чемпионате Бельгии Балабан забил 40 мячей, в 2005 году стал чемпионом страны, тогда же играл в финале, а в 2007 году стал обладателем Кубка Бельгии. В одном из матчей за «Брюгге» он смог забить сразу четыре гола, за что заслужил среди болельщиков прозвище Супер-Боско.
В августе 2007 года Балабан вновь вернулся в загребское «Динамо».
В июне 2009 года греческий клуб «Паниониос» подписал с Балабаном трёхлетний контракт. В Чемпионате Греции по футболу Балабан сыграл 50 игр и забил 12 голов.
В январе 2012 перешёл в «Селангор», представляющий в чемпионате Малайзии город Шах-Алам. Балабан забил 12 мячей в регулярном чемпионате, проходившем с января по июль, после чего контракт футболиста с клубом истёк.

## Карьера в сборной
В сборной Хорватии Балабан дебютировал 16 августа 2000 года в ничейном матче со сборной Словакии (1:1). Дебют оказался удачным, Балабан, ранее привлекавшийся к играм молодёжной сборной страны, забил в том матче гол в ворота соперника. В дальнейшем он очень хорошо проявил себя в отборочном цикле к чемпионату мира 2002 года, когда с 5 голами стал лучшим бомбардиром хорватов (при этом на его счету был хет-трик в ворота сборной Латвии). Так он смог оказаться в заявочном листе сборной на чемпионат мира, однако не сыграл там ни минуты. После Мирко Йозича, при котором Балабан играл в сборной, настало время тренера Отто Барича, который ни разу не вызвал его в состав «пламенных». Лишь после назначения на тренерский пост Златко Краньчара Бошко вновь вернулся в национальную команду. Он принимал участие в матчах отборочного турнира к чемпионату мира в Германии, смог забить два мяча. Краньчар также взял его и на финальный турнир, однако второй чемпионат мира в своей карьере Балабан также провёл на скамье запасных.
В начале сентября 2006 года новый тренер хорватов Славен Билич исключил Балабана, вместе с его товарищами Ивицей Оличем и Дарио Срной, из состава команды, готовящейся к первому матчу отборочного цикла с командой России, после скандала, связанного с посещением этими тремя футболистами ночного клуба в Загребе. Однако, Балабан был первым из этих троих, кого тренер вернул обратно в сборную: уже месяц спустя он принял участие в матче со сборной Андорры. В том матче он вышел на замену в середине второго тайма при счёте 5:0 в пользу хорватов. Уже через 20 секунд после своего появления Балабану удалось забить гол, ставшим самым быстрым забитым мячом в истории сборной Хорватии, с учётом времени, проведенном его автором на поле.

## Достижения
- Чемпион Хорватии: 2002/03
- Обладатель Кубка Хорватии: 2000/01
- Чемпион Бельгии: 2004/05
- Обладатель Кубка Бельгии: 2006/07
- Финалист Кубка Бельгии: 2004/05